# Château de Gachepouy
Le château de Gachepouy est un ancien château, aujourd'hui en ruines, situé dans la commune de Castet-Arrouy (Gers), entre Lectoure et Miradoux.

## Toponymie
Le nom du lieu vient du gascon gachar, guetter, surveiller et de pouy (latin podium) qui désigne une hauteur. C’est une des caractéristiques du château gascon, établi comme poste de guet plutôt que véritable forteresse.

## Situation

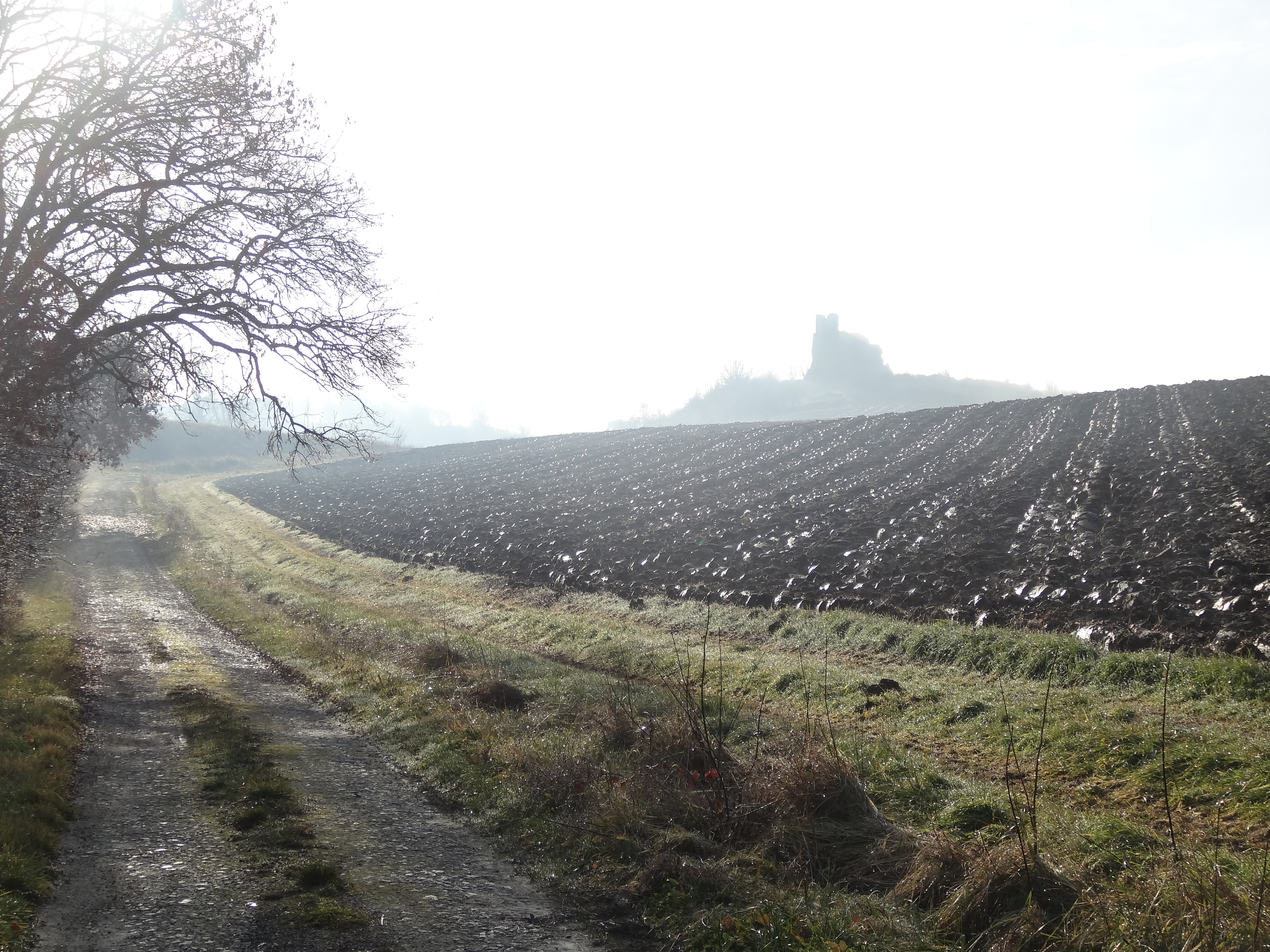
Le château et son chemin d'accès.

Le château, dominant la vallée de l'Auroue, est implanté sur une hauteur, à 175 m d'altitude, et sur une motte circulaire. Le corps principal est rectangulaire, à deux étages, et est flanqué de deux tours, au nord-est et au sud-ouest. Il s'agit d'un château gascon qui a subi de multiples modifications ultérieures.
Situé à proximité du GR 65, sur la Via Podiensis du pèlerinage de Saint-Jacques de Compostelle, il constitue un point de repère pour les pèlerins de passage entre Miradoux et Lectoure.

## Histoire

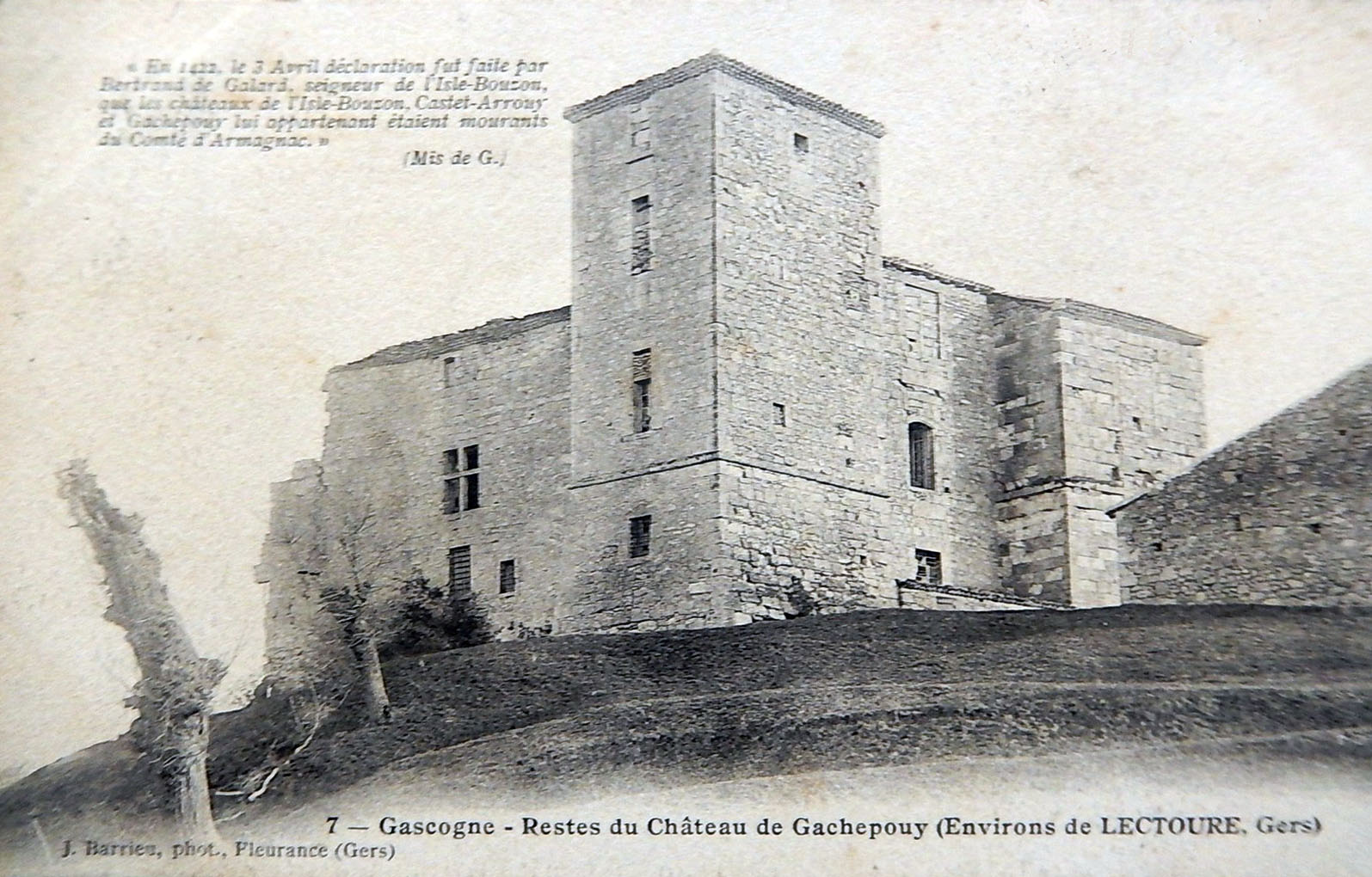
Le château au début du XXe siècle

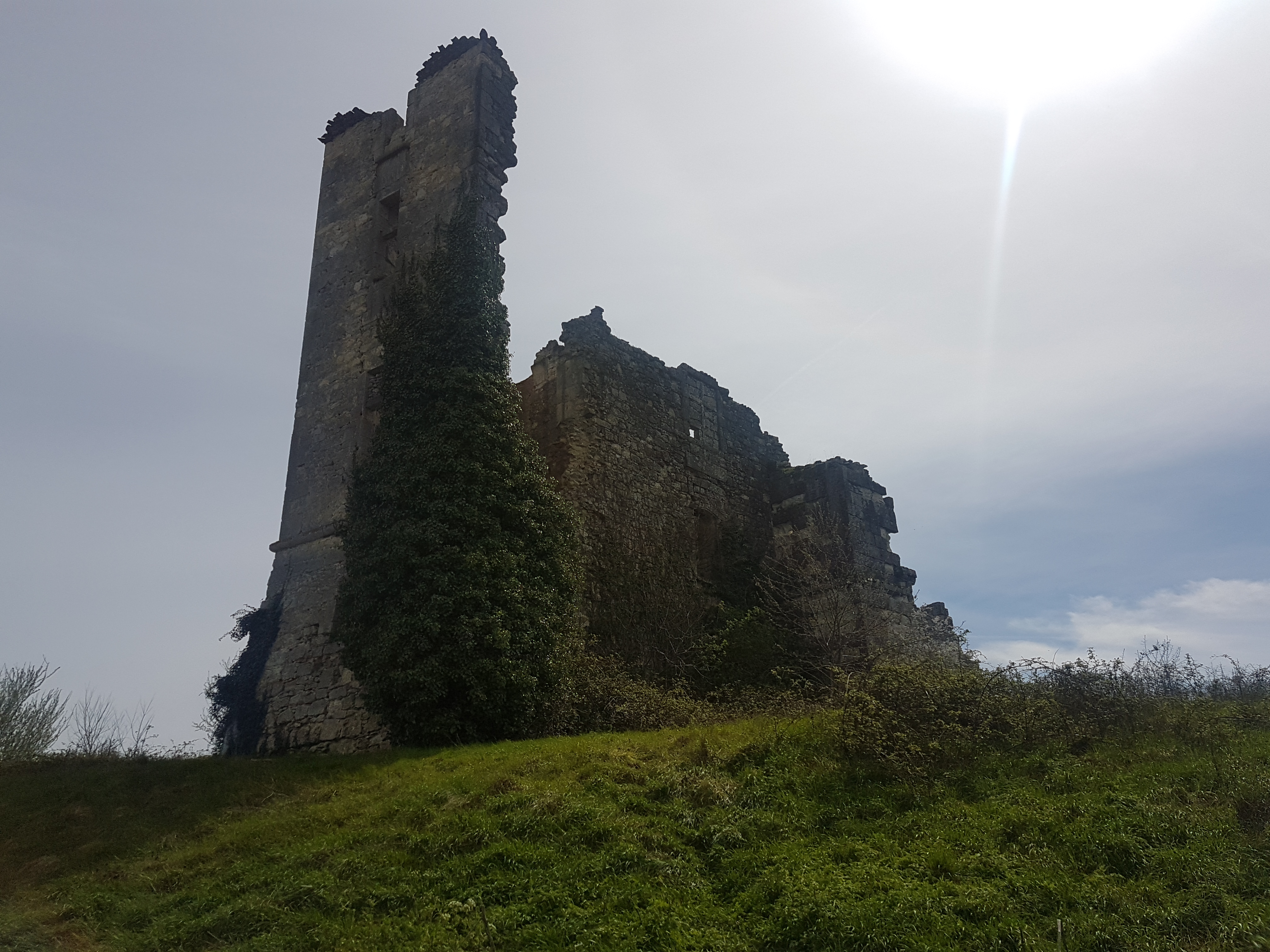
Le château en avril 2018

Un premier château aurait existé depuis une époque indéterminée. Puis le château actuel aurait été élevé au XIVe siècle, dans un but défensif mais avec les caractères propres au château gascon : pas ou très peu de défenses extérieures, rez-de chaussée hermétique. Au XVIe siècle, on le dote de défenses adaptées : bouches à feu. 
Le château appartient successivement à plusieurs familles, les de Galard, de Bassabat, La Balu, Bonnefond, qui possèdent les seigneuries de Castet-Arrouy et de Gachepouy. En 1607, selon une date gravée dans la maîtresse-poutre du salon, il appartenait à Jean Béraut de Bassabat-Pordéac  de Vicmont, fils de Bernard de Bassabat-Vicmont, baron de Pordéac, seigneur de Gachepouy et Castet-Arrouy, marié avec Anne d’Aydie-Guittinières.
Entre 1579 et 1584, le château est presque entièrement reconstruit et aménagé en résidence par cette même Anne d'Aydie, baronne de Pordéac, probablement veuve. En 1584, le maître fustier (charpentier) Gabriel Charles réalise la toiture du château à la mode de France à façon de pavillon, c’est-à-dire une toiture à quatre pentes. 
Puis en 1601, pour Catherine des Fontaines d’Hébrail, épouse de Jean Béraut, Raymond Salles, maître maçon de Lavit-de-Lomagne, élève une tour pour un escalier (aujourd'hui disparue). Cette construction selon des modèles nouveaux et venus du Nord est exceptionnelle dans la région lectouroise, comme l’utilisation de matériaux venus d’un peu plus loin que le proche voisinage comme c’était toujours la coutume (des attestations de laboureurs ayant charroyé des « pierres de Mauvezin » voisinent avec des marchés pour la carrière de Narigue près ledit Gachepouy).
Le château passe ensuite à la famille Coquet de Saint-Lary.
Au cours des siècles suivants les propriétaires successifs procèdent à des aménagements de confort. Le château est encore habité et meublé au début du XXe siècle. Abandonné durant la première guerre mondiale, il tombe peu à peu en ruine et ses pierres servent à empierrer les chemins voisins.

## Architecture

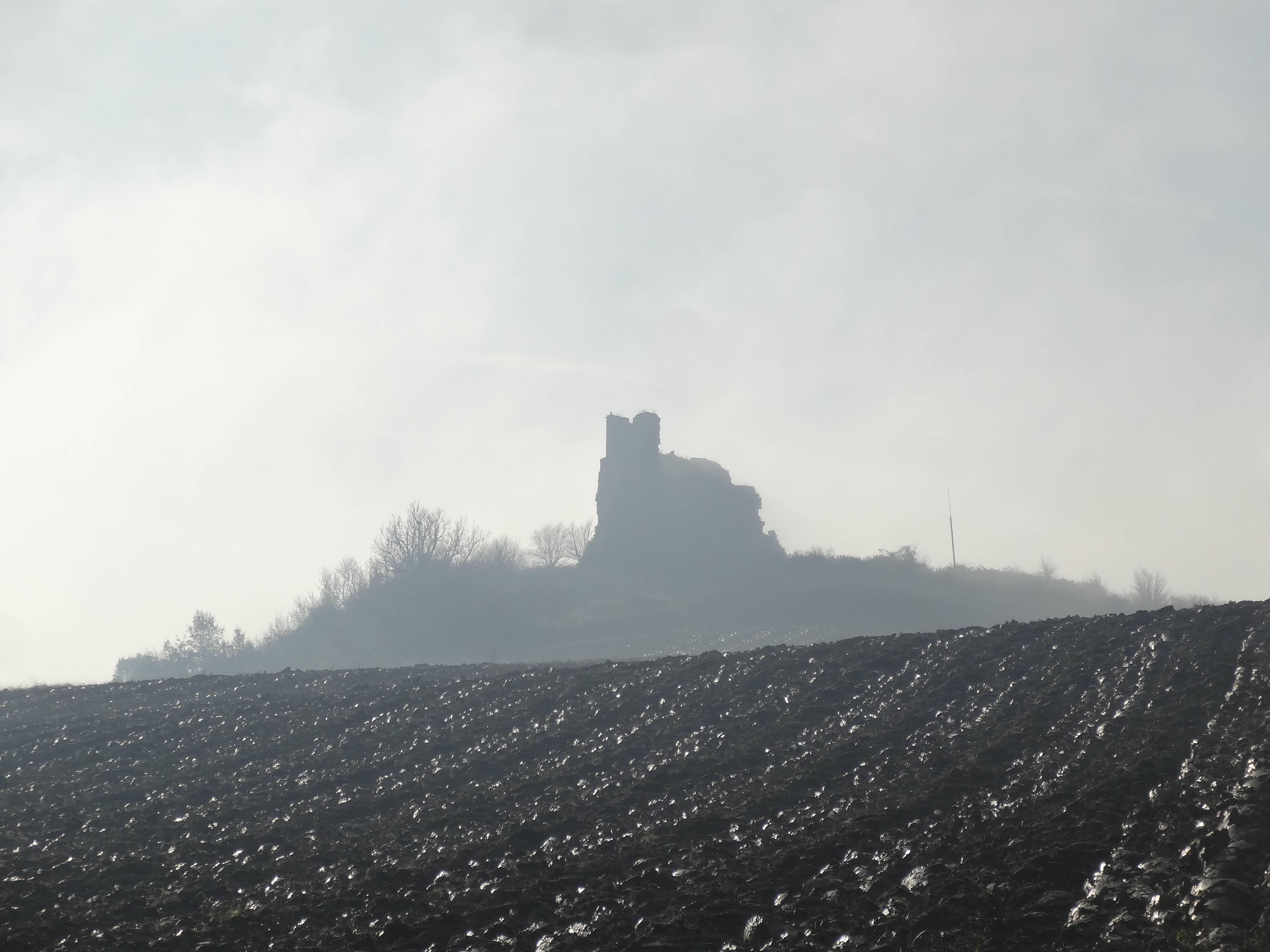
Silhouette de l’édifice en 2021 par une matinée de brouillard.

L’état actuel montre un corps central rectangulaire, orienté sud-ouest - nord-est, qui devait constituer le château gascon originel. Il est flanqué au nord d’une tour carrée qui reste plus élevée que le corps principal, et dont la base dominant la pente de la colline présente un fort talus ; et au sud d’une partie beaucoup plus large, constituée de deux tours quadrangulaires, très dégradées, dont l’une qui correspond à la rénovation de 1601 et qui comprenait le grand escalier.
Des éléments de décoration subsistent, dont une niche ornée d’une coquille.
Le château offrait deux étages, au-dessus du rez-de-chaussée. Les ouvertures, modifiées à partir du XVIe siècle, témoignent de la recherche du confort jusqu’à une époque récente.